# 维塔尔·海宁
维塔尔·海宁（英語：Vital Heynen，1969年6月12日—）是一名比利時排球教練，他自2006年起開始執教生涯。現任中國國家男子排球隊主教練。

## 教练生涯
2018年，海宁獲選為新一任波蘭國家男子排球隊主教練。海宁帶領波蘭男排在2018年世界男子排球錦標賽決賽中擊敗巴西男排，成功衛冕。2019年，海宁亦獲聘為意甲佩魯賈男排俱樂部的主教練 。
2021年，波兰排协主席宣佈不会与波蘭國家男子排球隊主教練海宁續約。2022年，德国排协宣布海宁為新一任德國國家女子排球隊主教練，成為少數擔任過男排和女排球隊的主教練。
2024年4月25日，中国排球协会决定聘任海宁为中国國家男子排球隊主教练，是中国男排的第二位外教。他的任期直至洛杉機奧運。

## 外部連結
维基共享资源上的相關多媒體資源：维塔尔·海宁